# Tomás Mac Giolla

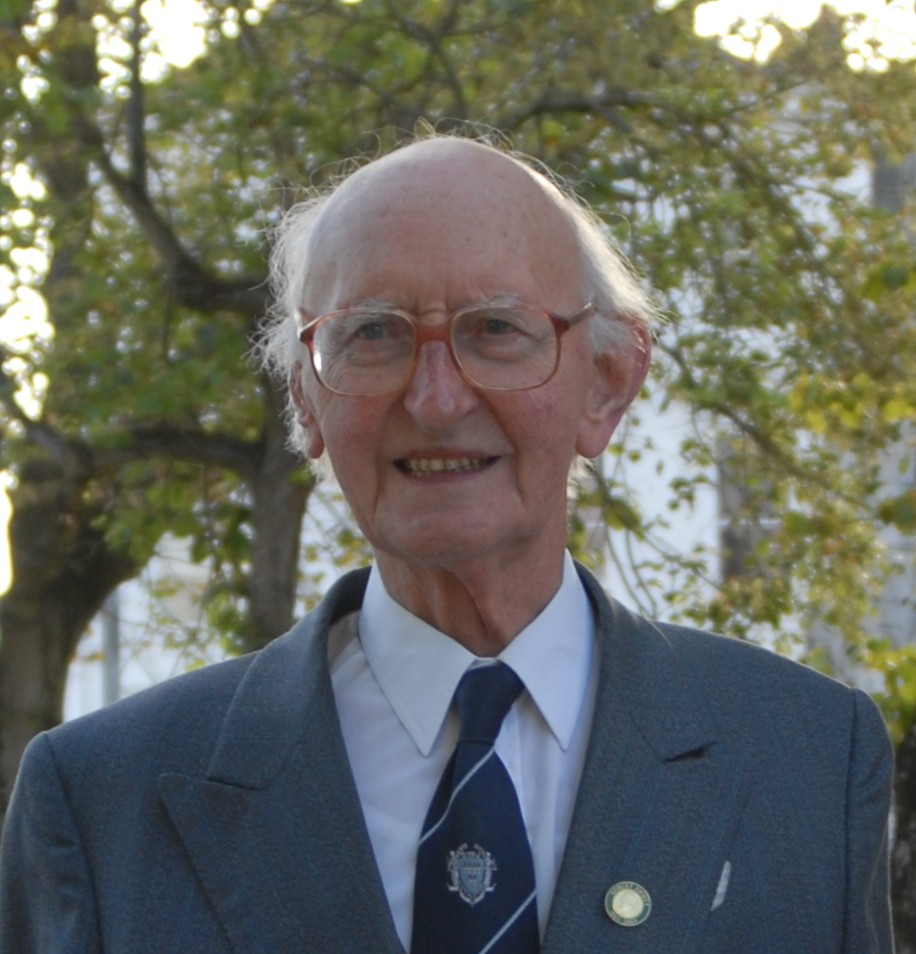
Tomás Mac Giolla

Tomás Mac Giolla (* 25. Januar 1924 in Nenagh, County Tipperary; † 4. Februar 2010 in Dublin) war ein irischer Politiker und gehörte von November 1982 bis 1992 dem Dáil Éireann, dem Unterhaus des irischen Parlaments an. Zuletzt war er Mitglied des zentralen Exekutivkomitees der Workers’ Party of Ireland.

## Leben
Tomás Mac Giolla wurde 1924 als Thomas Gill als Sohn von Robert und Mary Gill geboren. Sein Onkel T. P. Gill war Abgeordneter von Charles Stewart Parnells Irish Parliamentary Party. Mac Giollas Vater trat mehrmals erfolglos bei Parlamentswahlen an.
Mac Giolla besuchte die örtliche Schule in Nenagh und dann das St. Flannan’s College in Ennis, County Clare. Während seiner Zeit am St. Flannan’s änderte er seinen Namen von Thomas Gill in die irische Version Tomás Mac Giolla. Nach dem Schulabschluss studierte er am University College Dublin, wo er den Bachelor of Arts (B.A.) und später auch den Bachelor of Commerce (B.Comm.) erwarb.
In jungen Jahren war Mac Giolla aktiver Republikaner. So trat er um 1950 der Sinn Féin und der Irish Republican Army (IRA) bei. Im Jahr 1961 kandidierte er erfolglos für die Sinn Féin für einen Sitz im 17. Dáil Éireann. Ein Jahr später wurde er zum Vorsitzenden der Sinn Féin gewählt. Unter seiner Führung verfolgte die Partei in den 1960er Jahren zeitweise einen marxistischen Kurs.
1970 spaltete sich die Sinn Féin in zwei Parteien, wobei sich beide jeweils als einzig legitime Sinn Féin ansahen. Mac Giolla blieb Vorsitzender der Official Sinn Féin. 1977 wurde die Official Sinn Féin dann in Sinn Féin, the Workers Party, umbenannt. 1982 erfolgte die nächste Umbenennung, diesmal in Workers’ Party. Bei den Wahlen im November 1982 wurde Mac Giolla für die Workers’ Party in den Dáil Éireann gewählt. 1988 trat er vom Posten des Parteivorsitzenden zurück und wurde von Proinsias De Rossa abgelöst. 1989 erreichte die Partei den Höhepunkt ihres politischen Einflusses, als es ihr gelang, sieben Sitze im Dáil Éireann zu erringen. Nachdem es jedoch 1992 zur Spaltung kam und die sechs anderen Abgeordneten zur Democratic Left wechselten, verblieb Mac Giolla als einziges Mitglied der Workers’ Party im Dáil. Bei den Wahlen zum Dáil Éireann im späteren Verlauf des Jahres konnte er sein Mandat nicht verteidigen.
Neben seiner Abgeordnetentätigkeit war er auch im Stadtrat von Dublin (Dublin Corporation, heute Dublin City Council) aktiv. 1979 erstmals gewählt, erfolgte 1985 sowie 1991 jeweils seine Wiederwahl. Mac Giolla gehörte der Dublin Corporation bis 1998 an. Von Juli 1993 bis Juli 1994 bekleidete er dort das Amt des Oberbürgermeisters der Stadt (Lord Mayor of Dublin).